# Минаков, Пётр Андреевич
Пётр Андре́евич Минако́в (1865—1931) — русский и советский врач, судебный медик, доктор медицины, профессор, один из основоположников судебной медицины в России.

## Биография
Родился Пётр Андреевич 25 ноября (7 декабря) 1865 года в селе Дерюгино Дмитриевского уезда Курской губернии в семье крестьян, Андрея Васильевича и Нимфодоры Ивановны Минаковых. Отец его был крепостным фельдшером у князя Голицына, умер он рано, и воспитание детей легло на плечи Нимфодоры Ивановны, которая, несмотря на бедность, постаралась дать детям образование. Его старший брат Николай стал, как и отец, фельдшером, а Пётр после окончания в 1886 году Курской гимназии поступил на медицинский факультет Московского университета.
После окончания Московского университета в 1891 году со степенью лекаря с отличием и золотой медалью за сочинение «Elephantiasis в генетическом и терапевтическом отношении» (Elephantiasis = (Слоновость). — М.: типо-лит. т-ва И. Н. Кушнерев и К°, 1893. — 115 с.) он был оставлен при кафедре судебной медицины в должности сверхштатного лаборанта Института судебной медицины. В 1894 году защитил диссертацию «О волосах в судебно-медицинском отношении» (М.: тип. М. Г. Волчанинова, 1894. — 136 с., 9 л. ил).
В 1895 году был командирован за границу для изучения судебной медицины и повышения квалификации. Работал в Вене у судебного медика Эдуарда фон Гофмана, в Париже у Поля Бруарделя, в Берлине у Штрассмана. Результатом работы за границей стала работа «Об изменениях волос под действием высокой температуры», написанная им в 1896 году. По возвращении из-за границы в 1896 году он был назначен прозектором при кафедре судебной медицины.
С 1901 года — экстраординарный профессор и заведующий кафедрой судебной медицины. С 1909 года проректор Московского университета (был избран тайным голосованием, за него было подано 54 голоса, против 4).

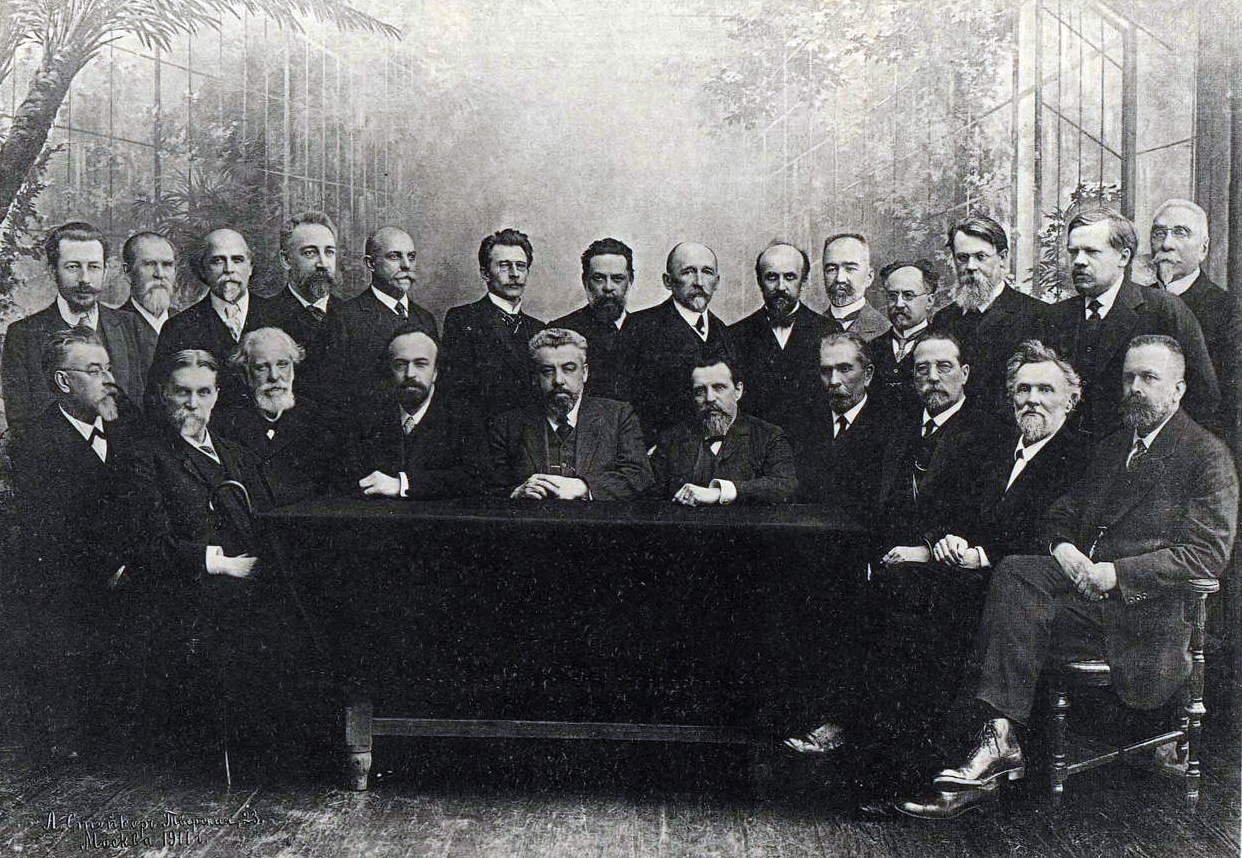
Профессора Московского университета (1911). Сидят: В. П. Сербский, К. А. Тимирязев, Н. А. Умов, П. А. Минаков, А. А. Мануйлов, М. А. Мензбир, А. Б. Фохт, В. Д. Шервинский, В. К. Цераский, Е. Н. Трубецкой. Стоят: И. П. Алексинский, В. К. Рот, Н. Д. Зелинский, П. Н. Лебедев, А. А. Эйхенвальд, Г. Ф. Шершеневич, В. М. Хвостов, А. С. Алексеев, Ф. А. Рейн, Д. М. Петрушевский, Б. К. Млодзеевский, В. И. Вернадский, С. А. Чаплыгин, Н. В. Давыдов

В 1911 году ушёл из университета с группой профессоров в знак протеста против политики министра просвещения Л. А. Кассо (дело Кассо). Организовал и возглавил кафедру судебной медицины на Московских высших женских курсах (позже — 2-й МГУ).
В 1917 году он возвратился на кафедру Московского университета, которой заведовал до 1931 года. С 1923 года был председателем Антропологического общества при МГУ. В Обществе любителей естествознания, антропологии и этнографии состоял товарищем председателя Антропологического отдела.
Скончался в Москве от рака 5 октября 1931 года.
Открыл нейтральный гематин и его спектр, впервые описал субэндокардиальные экхимозы («пятна Минакова») при смерти от острой кровопотери; предложил оригинальный способ сохранения трупов и их бальзамирования. Автор классического исследования о судебно-медицинском значении волос и о сравнительном строении волос у человека и у некоторых животных.
Учениками Петра Андреевича Минакова были: член-корреспондент АМН СССР профессор М. И. Авдеев, член-корреспондент АМН СССР Б. Н. Могильницкий, профессор В. М. Смольянинов, профессор Н. В. Попов и другие.

## Семья
В 1889 году Петр Андреевич Минаков женился на Любови Алексеевне Абрикосовой (1866—1949), дочери Агриппины Алексеевны и Алексея Ивановича Абрикосовых.
В 1890 году у них родился сын Сергей, он окончил в 1909 году с золотой медалью гимназию имени Шелапутина и поступил на математическое отделение физико-математического факультета Московского университета. В 1911 году, после того как его отец был уволен из числа профессоров Московского университета, Сергей Петрович также покинул университет и поступил на математический факультет Парижского университета. В 1913 году он отбывал воинскую повинность вольноопределяющимся, уволился из армии прапорщиком запаса. С началом Первой мировой войны был мобилизован в армию в первый день войны и 29 августа 1914 года был убит в бою между Гольдапом и Даркеменом, в Восточной Пруссии.
В 1893 году родился второй сын Андрей, впоследствии ставший известным советским учёным в области механики и выдающимся педагогом.
В 1899 году родилась дочь Люба, врач-физиотерапевт в Боткинской больнице.

## Работы
- О патолого-анатомических изменениях при отравлении йодоформом // Медицинское Обозрение. — 1892.
- Elephantiasis (слоновость). — М., 1893.
- О волосах в судебно-медицинском отношении: диссерт. — М., 1894.
- Об изменениях волос под действием высокой температуры. — 1896.
- Ueber die Veränderung der Haare durch die Hitze // Vierteljahrsschrift für gerichtl. Medicin. — 1896. — 3 Folge. Supl.-Heft.
- Новые данные по исследованию волос из древних могил и от мумий // Труды Антропологического Отдела Общества Любителей Естествознания, Антропологии и Этнографии. — 1897. — Т. 19.
- Ненормальная волосатость // Труды Антропологического Отдела Общества Любителей Естествознания, Антропологии и Этнографии. — 1897. — Т. 19.
- О цвете волос у древнего населения центральной России // Труды Антропологического Отдела Общества Любителей Естествознания, Антропологии и Этнографии. — 1897. — Т. 19.
- О ногтях человеческой руки. — М.: т-во тип. А. И. Мамонтова, ценз. 1899. — 13 с.
- Ueber die Nägel der Menschenhand // Vierteljahrsschrift für geriohtl. Medicin. — 1900. — Supl.-Heft.
- Волосы в антропологическом отношении // Русский Антропологический Журнал. — 1900. — Кн. 1.
- Значение антропологии в медицине // Русский Антропологический Журнал. — 1902. — Кн. 1.
- О субэндокардиальных экхимозах при смерти от истечения кровью // Русский Антропологический Журнал. — 1903. — Кн. 2.
- О поседении волос // Русский Антропологический Журнал. — 1903. — № 2.
- Судебно-медицинская экспертиза по делу Бейлиса // Русские Ведомости. — 1913. — № 238, 239.
- Консервирование (бальзамирование) и мумификация трупов // Русский антропологический журнал. — 1924. — Т. 13, Вып. 3—4.